# Ferran Bello Hernáiz
Ferran Bello Hernáiz (Barcelona, 1953), és un polític català.
Es Titulat en Ciències Socials (ICESB), Perit Mercantil, International Financial Advisor i ha realitzat estudis d' Antropología Social i Cultural (UOC) i d' Alts estudis Mercantils. En l'àmbit professional, ha treballat a la banca, entre 1999 i 2004 va treballar per Lloyds Bank.
Militant d'UGT i del PSC des de 1976. Fou un dels fundadors del col·lectiu Crisol del PSC. Va ser regidor de l'Ajuntament de Badalona, entre 1979 i 1999. Va ser diputat provincial a la Diputació de Barcelona, on va ser responsable de cooperació i cultura entre 1983 i 1999. També ha estat Conseller de la Corporació Metropolitana de Barcelona. Va ser nomenat director del Centre de Promoció de la Cultura Popular i Tradicional Catalana de la Generalitat de Catalunya el 2004.
És expert en Cultura Popular, Migracions, Habitatge, Solidaritat i Cooperació Internacional i Planificació Territorial.
Actualment es voluntari social en temes d' ocupació i membre de diverses associacions veinals, culturals, humanitàries i filosòfiques.